# 布兰戈洛
布兰戈洛（法語：Bringolo，法語發音：[bʁɛ̃gɔlo]）是法国阿摩尔滨海省的一个市镇，位于该省中北部偏西，属于甘冈区。

## 地理
布兰戈洛（48°34'34"N, 3°0'9"W）面积9.38 平方千米，位于法国布列塔尼大區阿摩尔滨海省，该省份为法国西北部沿海省份，位于布列塔尼半岛北部，北濒大西洋英吉利海峡，西接菲尼斯泰尔省，南至莫尔比昂省，东临伊勒-维莱讷省。
与布兰戈洛接壤的市镇（或旧市镇、城区）包括：古德兰、勒梅泽尔、普莱洛、圣让凯尔达涅勒、特雷西尼欧、沙泰洛德朗-普卢阿加特。

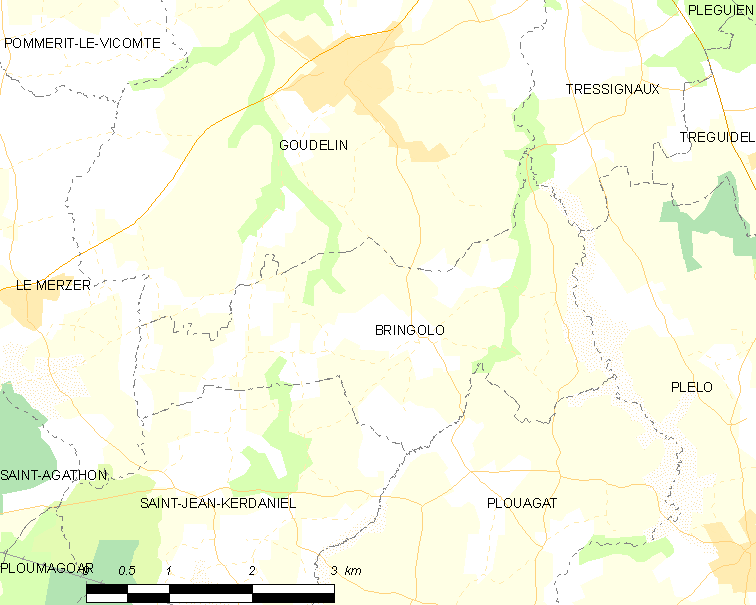
布兰戈洛的OSM定位图

布兰戈洛的时区为UTC+01:00、UTC+02:00（夏令时）。

## 行政
布兰戈洛的邮政编码为22170，INSEE市镇编码为22019。

## 政治
布兰戈洛所属的省级选区为普莱洛县。

## 人口

1962-2008年间布兰戈洛人口变化图示

布兰戈洛于2022年1月1日时的人口数量为510人。